# Theodor Högström

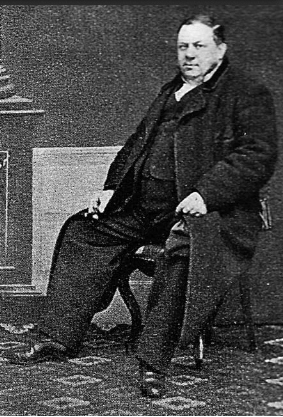
Theodor Högström

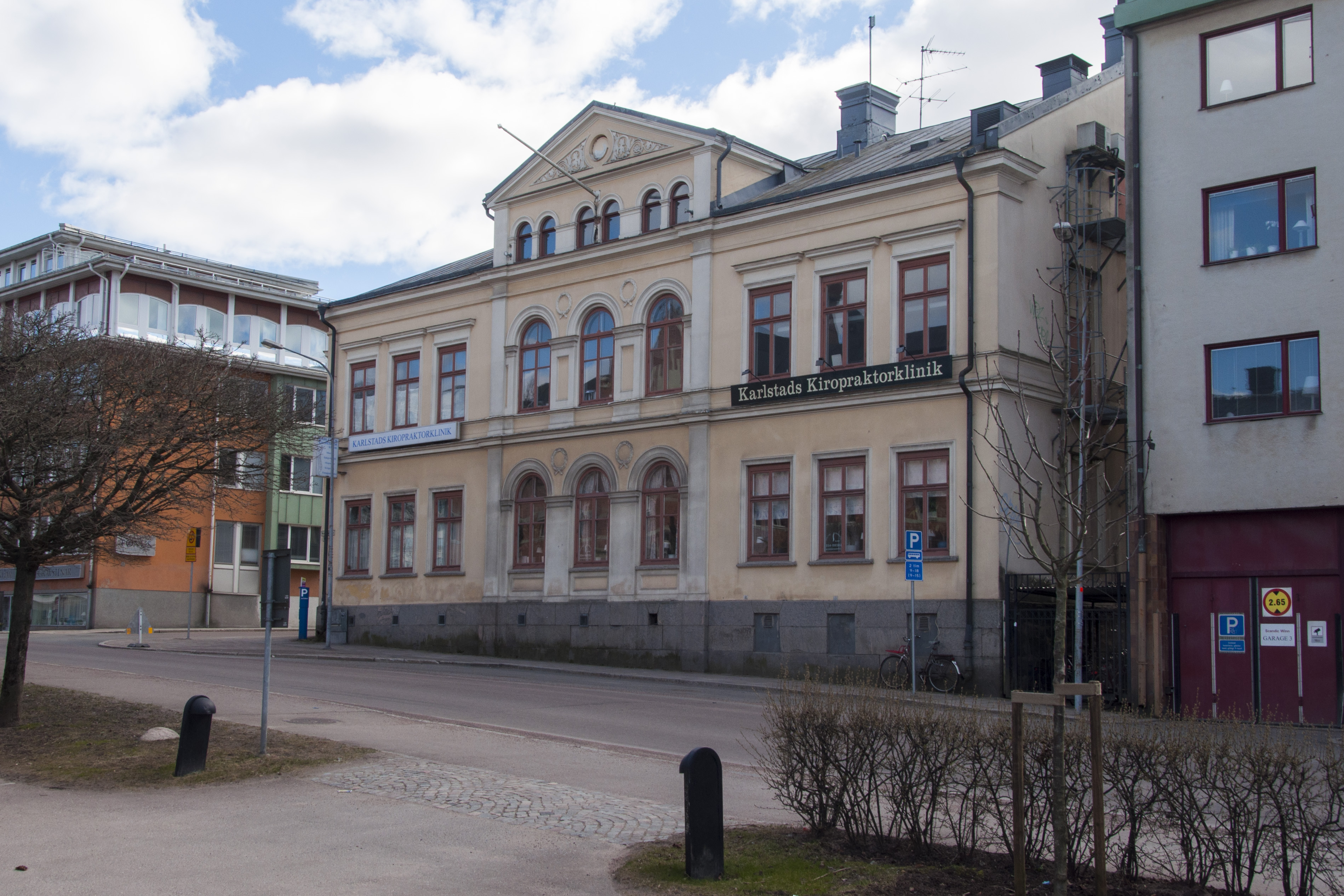
Norra skolan

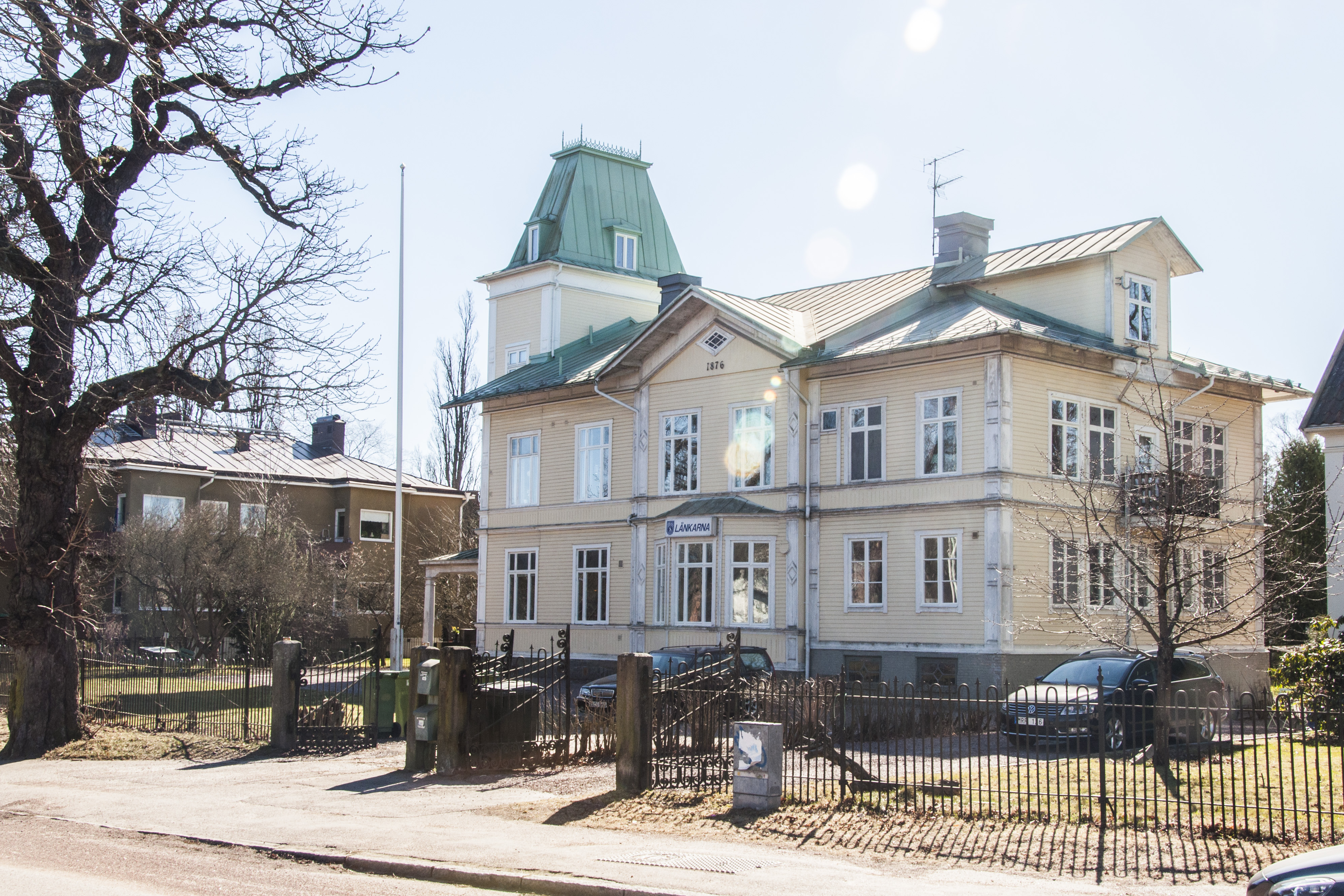
Fitinghoffska villan

Olof Theodor Högström, född 29 augusti 1827 i Gränna, död 4 augusti 1884 i Karlstad, var en svensk arkitekt och byggmästare
Högström studerade aritmetik och ritning vid Stockholms borgarskola och fortsatte studierna vid Teknologiska institutet. Fram till 1847 gick han i lärlingsutbildning och erhöll därefter murarmästarbrev. Han kom därefter att söka arbeten i bland annat Norrköping, Vetlanda, Kristianstad och Jönköping, där han var stadsbyggmästare 1855–1862, men kom 1860 till Karlstad. Bland de första uppdragen i staden var att vara byggmästare till Expositionshuset, som byggdes 1862 enligt Adolf W. Edelsvärds ritningar. Efter de stora branden 1865 vidtog ett intensivt återuppbyggnadsarbete. År 1870 blev han stadsbyggmästare i staden, och åren 1875–1880 var han dess stadsarkitekt.

## Verk i urval
(samtliga i Karlstad om inget annat anges)
- Östra Storgatan 13, Jönköping, 1855
- Smedjegatan 16, Jönköping, 1855
- Frimurarelogen, Karlstad, 1860-talet (tillsammans med Johan Fredrik Åbom)
- Södra skolan på Drottninggatan, 1872
- Norra skolan på Norra Strandgatan, 1876–1878
- Seminariet på Grevgatan, 1877–1878
- Pack- och tullhuset, 1871
- Fitinghoffska villan, idag "Länkarnas hus" på Älvgatan, 1878
- Obduktionshuset (gamla biblioteket)
- Påbyggnad och renovering av lasarettet (som senare blev flickskolan)
- Byggnader av sten att uppföra på Wermlands Hypoteksförenings tomt
- Förslag till kyrkbänk i domkyrkan, 1878
- Kyrktornet på Karlstads domkyrka
- Privata hus på Kvarnberget, Herrhagen och i Viken